# USS Wisconsin (BB-9)
«Висконсин (BB-9)» (англ. USS Wisconsin (BB-9)) — океанский броненосец ВМФ США, третий и последний корабль типа «Иллинойс». Он стал 9-м броненосцем 1-го ранга в составе американского флота.
Был первым кораблем военно-морского флота США, названным в честь 30-го штата.
Киль корабля «Висконсин (BB-9)» был заложен 9 февраля 1897 в Сан-Франциско, Калифорния. На верфи Union Iron Works. Корабль был спущен на воду 26 ноября 1898. Бутылку о борт корабля разбила мисс Элизабет Стивенсон, дочь сенатора от штата Висконсин Айзека Стивенсона Маринетта. 4 февраля 1901 года броненосец был введен в состав флота США, капитаном был назначен Джордж Кук Рейтер.

## История

### Завершение службы
20 декабря 1918 «Висконсин» закончил учебную подготовку, и отправился на север, достигнув Нью-Йорка 21 декабря. «Висконсин» был среди кораблей, которые 26 декабря обошли на паровой яхте «Мэйфлауэр (PY-1)» министр ВМС Джозефус Дэньелс со своим помощником и заместителем Франклином Делано Рузвельтом.
Зимой «Висконсин» с флотом совершил поход в кубинские воды, и летом 1919 совершил учебный круиз с гардемаринами на борту в Карибское море.
Корабль был исключен из списков флота 15 мая 1920. В соответствии с условиями Вашингтонского Военно-морского Соглашения 26 января 1922 года «Висконсин» был продан на металл.